# Центральний банк Ірану
Центральний банк Ісламської Республіки Іран (перс. بانک مرکزی جمهوری اسلامی ایران; — банк-е марказі-є джомхурі-є ісламі-є іран) — центральний банк Ірану, який здійснює посередництво між державою і приватними банками.

## Історія
Першим органом, що виконував функції сучасного центробанку, в Ірані був заснований англійцями в 1889 Імператорський банк Ірану. Обліково-позичковий банк Ірану заснований Російською імперією трохи пізніше.
В 1927 заснований державний Національний банк Ірану, що випускає національну валюту. В серпні 1960 року засновано Центральний банк Ірану, до якого відійшли деякі функції Національного банку. Центробанк був перейменований в Центральний банк Ісламської Республіки Іран після Революції 1979 року.
В старій будівлі центробанку розташований своєрідний «алмазний фонд» Ірану. Національна скарбниця, в якій зібрані регалії монархів починаючи з епохи Сефевідів

## Особливості
Сучасна банківська справа суперечить деяким догматам ісламу, тому в Ірані діє Ісламська банківське право, прийняте Ісламською консультативною радою у 1983 році. Головна особливість ведення банківської справи в Ірані — заборона на лихварство, що суворо заборонене Кораном: банк не отримує відсотки ні приватних, ні з юридичних осіб (у тому числі з комерційних банків) за позику. Крім того, заборонені деякі форми грошових операцій, наприклад, вклади у виробництво заборонених Кораном харчових продуктів, алкоголю, тютюну і т.п.
Незважаючи на обмеження, банк все ж отримує відсоток — але не від суми позики, а від прибутку кредитованого підприємства.

## Статистика
- Обсяг золотовалютних резервів: $76,1 млрд (листопад 2007)
  - Структура: 10% — золото, 20 % — долари США, 75 % — євро, 5 % — Єни, швейцарські франки та ін.
  - Використання: $12 млрд (2007) розташовані у стабілізаційному фонді.